# Penitenciarul Gherla
Penitenciarul Gherla este o unitate de detenție din municipiul Gherla, județul Cluj, România. Unitatea funcționează în Cetatea Gherla.

## Istoric
La data de 20 octombrie 1785 împăratul Iosif al II-lea a transformat cetatea Gherla (fostă cetate militară, construită în anul 1540) în Carcer Magni Principatus Transilvaniae (română închisoare centrală pentru Transilvania). Pavilionul central de deținere a fost construit între anii 1857-1860, iar în anul 1913 unitatea a fost transformată într-un institut de prevenție pentru minori. 
Între anii 1945-1964 penitenciarul a funcționat ca închisoare politică a regimului comunist, iar între 1964 și 1989 ca închisoare pentru deținuți de drept comun. După anul 1989 a devenit penitenciar cu regim de maximă siguranță.

## Deținuți în timpul regimului comunist
Simbolul † indică decesul persoanei respective în timpul detenției la Gherla.
| - Valer Bejan - Iosif Capotă † - Ion Cârja - Ion Flueraș † - George Guțiu - Ioan Isac - Iosif Jumanca † - Lazăr Lobonț - Cornel Lupu - Petre Lupu - Leon Manu † - Gheorghe Marina - Ștefan Nenițescu - Remus Nicolescu - Ioan Nistor | - Ion Pantazi - Florin Constantin Pavlovici - Ioachim Păcurar - Justin Pârvu - Dinu Pillat - Constantin Rugină - Alexandru Rusu † - Iosif Scurtu - Nicolae Steinhardt - Vladimir Streinu - George Tomaziu - Ferenc Visky - Vasile Voiculescu - Richard Wurmbrand |